# سفدیتورن
سفدیتورن(به انگلیسی: Cefditoren) همچنین با عنوان سفدیتورن پیوکسیل(به انگلیسی: cefditoren pivoxil) شناخته می‌شود (با نام‌های تجاری Spectracef ،Meiact و Zostum-O) یک آنتی‌بیوتیک سفالوسپورینی خوراکی نسل سوم با طیف گسترده‌ای از فعالیت در برابر عوامل بیماری زا از جمله باکتری‌های گرم مثبت و منفی است و در برابر هیدرولیز شدن توسط بسیاری از بتالاکتامازهای متداول، پایدار است. سازمان غذا و دارو آمریکا در سال ۲۰۰۱ داروی سفدیتورن پیوکسیل را برای بزرگسالان و نوجوانان (۱۲ سال یا بالاتر) تأیید کرد.